# アリレザ・レザエイ

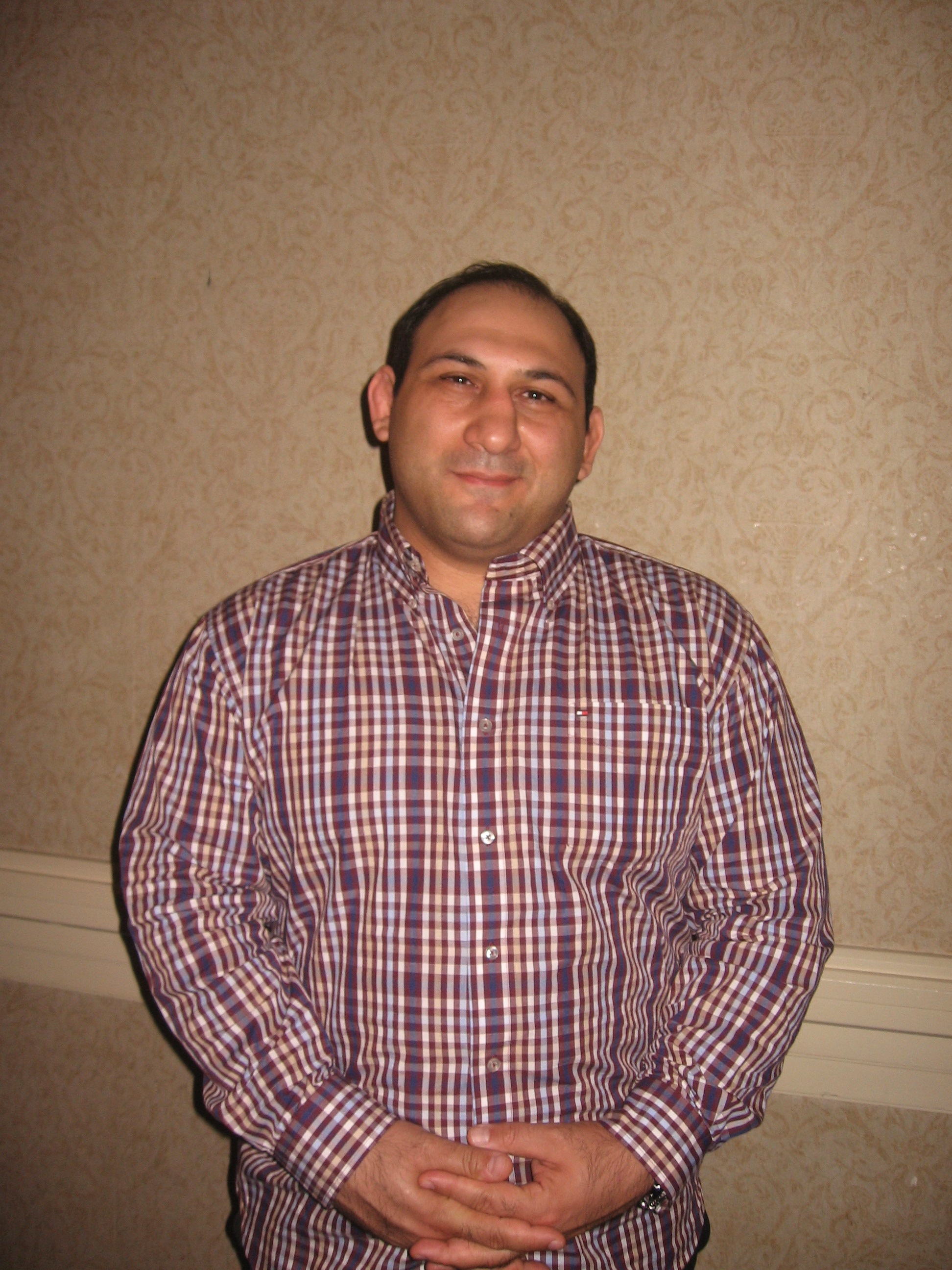
アリレザ・レザエイ

アリレザ・レザエイ (Alireza Rezaei、1976年7月11日-)は、イラン・テヘラン出身のレスリング選手。2004年アテネオリンピックレスリングフリースタイル120kg級の銀メダリストである。

## 実績
- オリンピック
  - 2004年アテネオリンピック　銀メダル
- 世界選手権
  - 3位　2003年
- アジア大会
  - 優勝　2002年
- アジア選手権
  - 優勝　1999年
  - 2位　2001年
  - 3位　2000年